# Kockázatelemzés a projektmunka folyamán
A kockázatelemzés célja, hogy a projekt pénzügyi forrásaiból, környezetéből és végrehajtásából eredő veszélyeket a minimálisra illetve a tudatosan vállalt szintre csökkentse.
A kockázat annak a lehetősége, hogy valami kedvezőtlen, előre nem látható esemény történik. Minden projektben vannak kockázatok, amelyeket nem szabad figyelmen kívül hagyni. 

## A kockázatelemzés eredménye
A kockázatelemzés eredménye az, hogy lehetővé teszi a projekt számára, hogy biztosítsa a végrehajtás minél tervszerűbb voltát, időt, pénzt, erőforrást takarítson meg, időben felismerje a változásokat, amikre felkészülten tud reagálni és ezáltal elkerülje a válsághelyzeteket.
A kockázat olyan jövőbeni feltételekre vagy körülményekre vonatkozik, amelyek a projektcsapat ellenőrzésén kívül esnek, és kedvezőtlen hatással vannak a projektre, ha bekövetkeznek. Amíg az ügy egy aktuális probléma, amellyel foglalkozni kell, a kockázat egy potenciális jövőbeni probléma, amely még nem merült fel.  
Kockázatok típusai
A különféle projekteknek más és más kockázata van. A kockázatok menedzselése döntő szerepet játszik a projektek sikerében, és ehhez olyan szervezeti keretekre van szükség, amelyben a külső körülményekből és a belső működésből adódó bizonytalanságokat azonosítani, értékelni és minimalizálni lehet - mindezt a lehető legalacsonyabb ráfordítások mellett. 
Aszerint hogy a kockázat következményei mire vannak hatással, három típusba sorolhatjuk a kockázatokat:
- Projektkockázatról beszélünk, ha a kockázat következményei a projekt ütemezésére vagy erőforrás-kihasználására lehetnek hatással.
- Termékkockázat esetén a fejlesztett szoftver minőségét vagy funkcionalitását érintik a kockázat következményei.
- Üzleti kockázatról akkor beszélünk, ha a kockázat következményei a szoftverfejlesztést végző szervezetre vannak hatással.

A fenti típusok között természetesen lehet átfedés.

## A kockázatkezelési folyamat
A kockázatok vizsgálatával és a kockázatok hatásának minimalizálásával foglalkozó tevékenységek összességét nevezzük kockázatkezelési folyamatnak. A projektvezetés részfolyamataként a kockázatkezelés elsősorban a projektvezető feladata, bár nagyobb projektek esetén hasznos lehet a kockázatokra vonatkozó becsléseket egyeztetni az érintettekkel. Mivel a kockázatok a projekt teljes életciklusában jelen vannak, a kockázatkezelésnek egy iteratív folyamatként át kell fognia a teljes életciklust a projektindítástól a projekt végéig.
A folyamat egyes lépéseinek rövid bemutatása 
A folyamat alapvetően négy jól elkülöníthető szakaszra bontható: 
- a kockázati tényezők feltárása,
- a kockázati tényezők csoportosítása,
- a kockázati tényezők hatásainak elemzése,
- az elemzés eredménye alapján a megfelelő kockázatkezelési stratégia kialakítása.

### A kockázat azonosítása
A kockázatkezelési folyamat a kockázatok azonosításával kezdődik. Az azonosítás során a várható kockázatokról egy előzetes listát kell készíteni. Ebben a fázisban még nem kell odafigyelni a kockázatok fontosságára, az sem baj, ha néhány kevésbé lényeges kockázatot is felveszünk a listára. Az előzetes kockázatlista készítésekor azon van a hangsúly, hogy egyáltalán észrevegyük a figyelmet érdemlő területeket.
A projekt kockázatainak azonosítása nem szükségszerűen rossz, hiszen kockázatok minden projekt során felmerülnek. Minden projektben van bizonyos fokú kockázat. A magas kockázatokat magukban hordozó projektek szigorúbb kockázatmenedzsmentet és nagyobb vezetői odafigyelést igényelnek. Habár az összes kockázatokat nem lehet teljesen kiküszöbölni, azonban legtöbbjét előre lehet látni, és idejekorán kezelni lehet őket.  
Kockázati források lehetnek:
- Technológiai kockázatok
- Emberi kockázatok
- Szervezeti kockázatok
- Eszközök
- Követelmények
- Becslések pontatlansága
- A technológia sztenderdizáltsága, megbízhatósága, új technológia fejlesztésének bizonytalanságai ill. a műszaki fejlődés üteme,
- pénzügyi források hozzá-férhetőségének biztosítása,
- a piac globális, szezonális mozgása,
- versenytársak tevékenysége,
- adózási rendszer megváltozása,
- infláció alakulása,
- árfolyamváltozás,
- jogi, kereskedelmi szabályozások megváltozása satöbbi.

Végzetes az olyan kockázat, amely bekövetkeztekor a projekt elég nagy valószínűséggel be fog dőlni. A szervezetnek nincs lehetősége a kockázat kezelésére. Ha ez a kockázat fennáll, bekövetkeztének valószínűsége magas, nem szabad belevágni ebbe a projektbe. 

### A kockázatkezelés megvalósítása
A szükséges ráfordításról általában a költségvetés 5%-át érdemes kockázatkezelésre fordítani. Természetesen a kockázatkezelés mértéke és formája függ a projekt méretétől. Ha a projekt csak néhány hétig tart, elegendő, ha a projektindításkor a projektvezető végiggondolja a fontosabb kockázatokat. Ha a projekt időtartama legalább egy hónap, érdemes egyszer végigmenni egy kockázati tényezőket tartalmazó listán, és a projekt szempontjából releváns kockázatok elemzését elvégezni. Nagyobb időtartamú, vagy sok emberből álló projekt esetén, ahol a projektvezető és a tagok között nincs állandó informális kapcsolat, a kockázatkezelést az érintettek bevonásával kell végezni, formális kockázatelemzési eljárás használatával. 
Bár szükséges a kockázatok azonosítása és értékelése, ez önmagában nem biztosítja a projekt sikerét. Ezért a károk, veszélyek, kockázatok elhárításának lehetőségeit is érdemes megvizsgálni. A kockázatkezelés kettős célt szolgál. Egyrészt a beruházás hatékonyabb megvalósítását teszi lehetővé (idő- és költségkorlátok, valamint a megvalósítandó eredmény kitűzésével, s így kockázatcsökkentésével). Másrészt hozzájárul a beruházási változatok reális gazdasági-pénzügyi értékeléséhez. 
A kockázatokkal kapcsolatos elképzelhető megoldások: a kockázatok elhárítása, eltűrése, kezelése vagy megosztása.  
1. A kockázatok elhárítása azt jelenti, hogy nem teszik ki a vállalatot nagyon kockázatos tevékenységek gyakorlásának.
2. Csekély kockázatok eltűrése: a károk, veszélyek, kockázatok hatásának csökkentését célozzák, de figyelembe veszik azt is, hogy bizonyos kockázatokkal együtt kell élni. Például az, aki autót vezet, tudja, hogy előfordulhat saját hibáján kívül is baleset.
3. A kockázatok kezelése olyan stratégia alkalmazását jelenti, amellyel mérsékelni lehet a kockázatot (pl.: baleset- és egészségvédelmi vizsgálatok előírása a projektmenedzsment-szerződésben).
4. A kockázatok megosztása jelentheti például biztosítási szerződés megkötését, amely fedezetet nyújt bizonyos veszteségekre, vagy bizonyos munkarészek alvállalkozónak való kiadása.

### Tapasztalatszerzés a kockázatokból
A tanulságok levonása alapvetően két stratégia köré épít: egyrészt az újonnan megjelenő kockázatokat kell szem figyelnünk, másrészt a korábban sikeresnek bizonyuló technikákra kell koncentrálnunk. A tanulási folyamat eredményes kezeléséhez az alábbi feltételeket kell megvalósítanunk:
- egyszemélyes felelőse legyen minden kockázat-osztálynak, illetve az ezekből adódó változtatásoknak
- a kockázatok osztályozása egyensúlyban kell legyen a kockázatok terjedelmével és használhatóságával
- a tudásbázist úgy kell felépíteni, hogy az hatékonyan tárolja a kockázatok osztályozását, definícióját, diagnosztikai kritériumokat és pontozási rendszereket, valamint a csapat visszajelzéseit, tapasztalatait
- a kockázatok áttekintési folyamatát jól kell menedzselni, hogy biztosak lehessünk abban: minden új ismeretet rögzítünk.

A kockázatokról felépített tudásbázisra azért van szükség, hogy a megszerzett ismereteinket valamilyen formális vagy informális módon rögzítsük, így azokat a későbbiek során fel tudjuk használni. E nélkül szinte lehetetlen lenne a proaktív kockázatkezelés megvalósítása. Ez a tudásbázis a fejlesztés érettségi szintjétől függően eltérő lehet.
A legalacsonyabb szinten a projektekhez és folyamatokhoz nem rendelünk tudásbázist. Valamennyi projekt indulásakor újra és újra meg kell érteni a fennálló kockázatokat, és az azok kezelésére történő lépéseket ki kell dolgozni. A következő szinten a kockázatokat informális módon tartjuk nyilván, így már van lehetőség tanulságok levonására és későbbi hasznosítására – ez azonban még mindig elég körülményes. A formalitás első szintjén már bizonyos struktúrákat használunk a rizikófaktorok leírására: osztályozzuk és indexeljük őket, így már valóban proaktív kockázatkezelést valósíthatunk meg. Végül az érett szervezeteknél nemcsak a kockázatokat és azok adatait rögzítjük, hanem az alkalmazott stratégiákat és ezek sikerességét is. Így a későbbiekben a kockázatok azonosítása és kezelése, a szükséges tevékenységek tervezése erre a tudásbázisra építhető, így a múlt valamennyi tapasztalatát felhasználhatjuk.